# Онифаи
Онифа́и (итал. Onifai) — коммуна в Италии, располагается в регионе Сардиния, в провинции Нуоро.
Население составляет 717 человек (31-12-2017) плотность населения составляет 16,6 чел./км². Занимает площадь 43,19 км². Почтовый индекс — 8020. Телефонный код — 0784.
Покровителем коммуны почитается святой Себастьян, мученик, празднование 20 января.

## Демография
Динамика населения:

## Администрация коммуны
- Официальный сайт: http://www.comune.onifai.nu.it Архивная копия от 26 июня 2012 на Wayback Machine